# Bulldog Drummond (1922)
Bulldog Drummond is een Britse-Nederlandse stomme film uit 1922 onder regie van Oscar Apfel. Het was de eerste verfilming van het fictieve personage Bulldog Drummond, met in de hoofdrollen Carlyle Blackwell, Evelyn Greeley, Dorothy Fane en Warwick Ward. Het scenario is een bewerking van het gelijknamig toneelstuk uit 1921 van H.C. McNeile. Destijds werd de film in Nederland uitgebracht onder de titel Het geheimzinnig sanatorium. De film is wellicht zoekgeraakt.

## Verhaal
Kapitein Hugh "Bulldog" Drummond redt een ontvoerde magnaat uit een sanatorium dat gerund wordt door buitenlandse agenten.

## Rolverdeling
| Acteur              | Personage        | Opmerkingen        |
| ------------------- | ---------------- | ------------------ |
| Carlyle Blackwell   | Hugh Drummond    |                    |
| Evelyn Greeley      | Phyllis Benton   |                    |
| Dorothy Fane        | Irma Peterson    |                    |
| Warwick Ward        | Dr. Lakington    |                    |
| Willem van der Veer | Carl Peterson    | als Horace de Vere |
| Gerald Dean         | Algy Longworth   |                    |
| Harry Bogarth       | Sparring Partner |                    |
| William Browning    | James Handley    |                    |